# Бушилэ, Раду
Раду Бушилэ (род. 16 декабря 1979, село Баланешты, Ниспоренский район, Молдавская ССР) — молдавский политик, вице-председатель Христианско-демократической народной партии.

## Биография
Раду Бушилэ родился в селе Баланешты Ниспоренского района 16 декабря 1979 года.

### Образование
- 1987—1997 — средняя общеобразовательная школа № 5 «Александру Донич», Кишинёв.
- 1997—1999 — Полицейский колледж «Дмитрий Кантемир» при Министерстве внутренних дел Республики Молдова, юрист, звание младшего сержанта.
- 1999—2003 — Полицейская академия «Александру Иоан Куза», Бухарест, Румыния, лиценциат права и звание лейтенанта полиции.
- 2003—2004 — Полицейская академия «Александру Иоан Куза», Бухарест, Румыния, специализированное постуниверситетское образование, специальность — международные отношения.

### Политическая деятельность
- В 2004 году — стал членом Христианско-демократической народной партии.
- В 2008 году — вместе с коллегами учредил Ассоциацию юристов христиан-демократов.
- В 2009 году — избран председателем Ассоциации юристов христиан-демократов.
- В 2009 году — будучи председателем Ассоциации юристов христиан-демократов, вместе с 29 общественными ассоциациями, учредил Гражданскую коалицию во имя прозрачного и демократического правления.
- 20 февраля 2011 года — на XIII Съезде Христианско-демократической народной партии избран заместителем председателя ХДНП. В 2011 году Раду Бушилэ являлся кандидатом на должность примара Кишинёва от ХДНП, получив поддержку 0,36 % избирателей, принявших участие в голосовании.